# Metacharis umbrata
Metacharis umbrata är en fjärilsart som beskrevs av Hans Ferdinand Emil Julius Stichel 1929. Metacharis umbrata ingår i släktet Metacharis och familjen Riodinidae. Inga underarter finns listade i Catalogue of Life.